# Charles Warner River
Der Charles Warner River ist ein Zufluss des Pagua River im Osten von Dominica im Parish Saint David. Der Name des Flusses geht zurück auf einen Nachfahren von Thomas Warner, der auf Dominica mehrere Landlose erworben hatte.

## Geographie
Der Charles Warner River entspringt im Nordhang des Morne Fraser (Perdu Temps) und erhält Zuflüsse aus dem Nordosthang des Morne La Source, wo auch die Charlet Warner Secret Pools zu finden sind (⊙).
Er verläuft in einem West-Bogen von Süden nach Norden und mündet bei der Bois Diable Plantation von rechts und Süden in den Pagua River. Kurz vorher erhält er neben anderen unbenannten Bächen noch Zulauf von der Ravine Bois Diable.
Die Quellen liegen auf 500 m über dem Meer.